# Katie Roiphe
Katie Roiphe (New York, 1968) è una saggista statunitense.

## Biografia
È figlia di Anne Roiphe, articolista del "The New York Observer", e Herman Roiphe. Dopo la laurea a Harvard ha ricevuto il Ph.D. in Letteratura inglese a Princeton. Vive a New York.
Katie Roiphe è autrice di scritti politici quali The Morning After: Fear, Sex and Feminism del 1993 (pubblicato in Italia da Rizzoli nel 1993 con il titolo La mattina dopo), Last Night in Paradise: Sex and Morals at the Century's End (1997) e del romanzo Still She Haunts Me, nel quale immagina il rapporto tra Charles Dodgson (Lewis Carroll) e Alice Liddell.
È autrice di numerosi articoli per il New York Times, The Washington Post, Slate, Esquire, Vogue, Harper's Bazaar e New Yorker.
In The Morning After: Fear, Sex and Feminism, la Roiphe, oltre a proporre una visione non unitaria del femminismo, analizzando i diversi  femminismi presenti negli Stati Uniti d'America, pone la questione del rapporto di responsabilità tra assunzione di droghe e alcol e stupro, da parte delle studentesse universitarie.
Assieme a Naomi Wolf e Natasha Walter è considerata una post-femminista.
L'ultimo lavoro in ordine di tempo si intitola Uncommon Arrangements: Seven Portraits of Married Life in London Literary Circles 1910-1939 (2007), nel quale indaga il ruolo dell'attrazione, i misteri affettivi, la persistenza e i mutamenti nell'amore, le crisi e il ruolo dell'amicizia nella coppia, prendendo spunto dalla vita di alcune coppie artistiche famose.

## Edizioni italiane dei suoi romanzi
- La mattina dopo (Rizzoli, 1993)